# ن
ن （ヌーン, نون）はアラビア文字の25番目に位置する文字。歯茎鼻音 /n/ を表す。

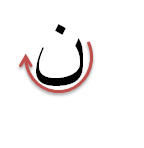
単独形の筆順

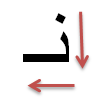
語頭形の筆順

## 概要
フェニキア文字から受け継がれた文字の一つで、ヘブライ文字の נ、ギリシャ文字の Ν、ラテン文字の N、キリル文字の Н に対応する。蛇の体をくねらせた様子が字源とされるが、フェニキア語で「nūn」は魚を意味する。

### 字形変化
語頭形、語中形は ب などと同様に点無しの ي に上1点を打つ字形となるが、独立形および語尾形では少し深く掘り下げて書く。

## ヌーンと関係する文字
- ウルドゥ文字では、語末において点のない ں を使用する。
- シンド語には、上に小さな ط のついた ڻ があり、そり舌鼻音 /ɳ/ を表す。
- パシュトー語には、下に輪のついた ڼ があり、そり舌鼻音 /ɳ/ を表す。

## 符号位置
| 文字 | Unicode | JIS X 0213 | 文字参照        | 名称   |
| ---- | ------- | ---------- | --------------- | ------ |
| ن    | U+0646  | ‐          | &#x646; &#1606; | ヌーン |